# Hatsune Miku
Miku Hatsune (初音 ミク?, Hatsune Miku) è un Vocaloid sviluppato dalla Crypton Future Media e a cui è stato assegnato, come design, quello di una ragazza di sedici anni.  È stata lanciata il 31 agosto 2007, inizialmente come mascotte e primo applicativo giapponese del programma VOCALOID2. In questa fase Miku era uno dei vari personaggi selezionabili per dare la voce al sintetizzatore Vocaloid. Il suo nome è il risultato ottenuto dall'unione di hatsu (初? lett. "primo"), ne (音? lett. "suono"), e miku (未来? lett. "futuro"), che può essere tradotto come "Prima voce del futuro". La sua voce è stata ottenuta campionando quella della doppiatrice e cantante giapponese Saki Fujita. Successivamente Hatsune Miku è diventata protagonista di diversi manga inediti e della serie di videogiochi Hatsune Miku: Project Diva.

## Sviluppo
Dopo aver acquisito il motore di sintetizzazione vocale dalla Yamaha, la Crypton Future Media ha iniziato a sviluppare la loro terza Vocaloid. La voce di Miku Hatsune è stata creata semplicemente campionando la voce della doppiatrice/cantante Saki Fujita ad una velocità e ad un tono controllato. Ogni singolo campionamento conteneva un unico fonema giapponese, che poi eventualmente avrebbe creato delle parole e della frasi quando unito ad altri all'interno del programma.
La Crypton ha quindi pubblicato Hatsune Miku, seconda di una serie di personaggi applicativi per Vocaloid (la prima Cryptonloid è Meiko) il 31 agosto 2007. La Crypton ha lanciato il personaggio di Miku come una "diva androide proveniente da un vicino mondo futuro dove le canzoni sono andate perdute".

### Commercializzazione
Anche se sviluppata dalla Yamaha, la commercializzazione di ogni Vocaloid è stata lasciata al relativo studio che aveva sviluppato il personaggio. La stessa Yamaha mantiene un certo grado di promozionalità verso i software Vocaloid in commercio, come visto nel caso dell'androide HRP-4C programmato per reagire nei confronti dei vocaloid Hatsune Miku, Megpoid e Crypton nel corso del CEATEC nel 2009. Riviste giapponesi come DTM magazine sono parzialmente responsabili per la promozione e l'introduzione sul mercato di molti Vocaloid, a partire da Miku, per passare poi a Kagamine Rin e Len, e Lily, pubblicando le ultime novità sui Vocaloid e diverse illustrazioni che li riguardano.
Per pubblicizzare i propri prodotti ed in particolar modo Hatsune Miku, la Crypton è stata particolarmente attiva anche nella sponsorizzazione sportiva. In particolar modo, l'azienda, con il supporto della Good Smile Racing è stata coinvolta nella sponsorizzazione di alcune vetture partecipanti al campionato di Super GT. Dalla stagione 2008, tre differenti team hanno ricevuto la propria sponsorizzazione dalla Good Smile Racing, ed hanno decorato le proprie vetture con le illustrazioni dei Vocaloid. Come parte del coinvolgimento della azienda con la serie GT, la Crypton ha aperto un proprio sito web chiamato Piapro.

### Vendite
Le vendite iniziali dell'applicativo legato ad Hatsune Miku sono state così alte che la Crypton non è riuscita a soddisfare tutte le richieste. Nei primi dodici giorni di commercializzazione, sono state prenotate quasi 3000 copie. Praticamente una vendita su 250 nel complessivo dell'industria dei software musicali riguardava Hatsune Miku. Wataru Sasaki del sito Amazon.com l'ha definito un "numero impossibile". Al 13 settembre 2007 le vendite di Hatsune Miku hanno totalizzato un giro d'affari di circa 57,500,001 yen, facendolo diventare il software, in ambito musicale, più venduto sino a quel momento.

## Impatto culturale
Nico Nico Douga, un sito web giapponese molto simile a YouTube, ha giocato un ruolo fondamentale nella popolarità di Hatsune Miku. Poco dopo la pubblicazione del software, utenti di Nico Nico Douga hanno iniziato a postare dei video con canzoni create con il software. Secondo la Crypton, un popolare video con "Hachune Miku", una versione super deformed di Miku, che cantava Ievan Polkka, ha presentato il potenziale di applicazione del software nella creazione di contenuti multimediali. Mentre la riconoscibilità ed il successo di Hatsune Miku crescevano, Nico Nico Douga è diventato un luogo di creazione collaborativa di contenuti. Canzoni inedite scritte da un utente hanno ispirato una serie di illustrazioni, di animazioni in 2D ed in 3D e remix da parte di altri utenti.
Nel settembre 2009, tre statuine basate sul personaggio di "Hachune Miku" sono state lanciate in orbita in un razzo dal deserto Black Rock nello stato del Nevada. Nel novembre 2009, una petizione in cui sono state raccolte quattordicimila firme ha convinto l'agenzia spaziale giapponese ad imbarcare sulla sonda Akatsuki, lanciata per l'esplorazione di Venere tre figurine di metallo di Hatsune Miku.
Nell'agosto 2012 uscì in Giappone una PlayStation Vita bianca raffigurante un'illustrazione del personaggio.

## Altri media

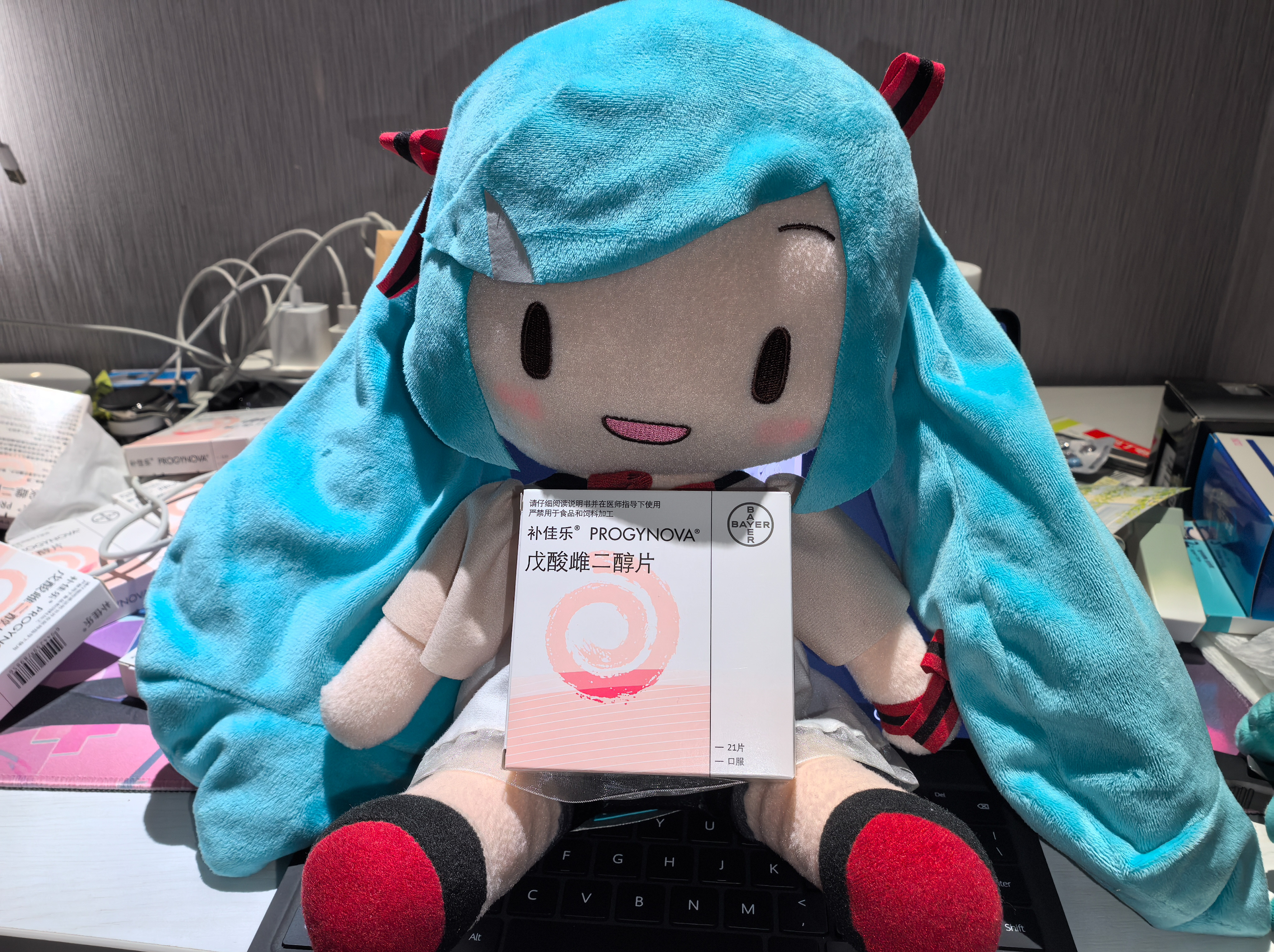
Hatsune Miku nella sigla di apertura del videogioco Hatsune Miku: Project DIVA.

La popolarità di Miku è stata oggetto di vari riferimenti in molti anime, tra cui Lucky Star e Sayonara Zetsubō-sensei. La voce di Miku è utilizzata inoltre per la sigla finale dell'anime Akikan!.
Un manga di Hatsune Miku chiamato Maker Hikōshiki Hatsune Mix è cominciato sulla testata giapponese Comic Rush il 26 novembre 2007, pubblicata dalla Jive. Il manga è disegnato da Kei, Il character designer di Hatsune Miku.
A partire dal 2009 SEGA ha prodotto una serie di videogiochi musicali denominata  Project DIVA. Hatsune Miku è inoltre presente come personaggio non giocante in 7th Dragon 2020 e nel gioco Persona 4: Dancing All Night.
Una serie anime è stata annunciata nel 2021.
Il personaggio è anche apparso nel videogioco Grand Summoners durante una collaborazione.
Nel 2022, Miku fu annunciata come skin sbloccabile nel Pass Battaglia di Fall Guys assieme ad una variante invernale disponibile nel negozio oggetti del gioco. Con esse, ci fu anche un evento a tempo limitato dov'era possibile sbloccare accessori inerenti al personaggio.
Il 14 gennaio 2025, Hatsune Miku è stata aggiunta su Fortnite come settima icona della stagione di Fortnite: Festival e sempre nello stesso anno verrà aggiunta nel roster del videogioco di prossima uscita Sonic Racing: CrossWorlds.

## Musica
Una delle compilation dei Vocaloid, Exit Tunes Presents Vocalogenesis feat. Hatsune Miku, ha debuttato alla prima posizione della classifica degli album più venduti in Giappone il 31 maggio 2010. Altri utilizzi di Miku includono gli album Sakura no Ame (桜ノ雨?) di Absorb e Miku no Kanzume (みくのかんづめ?) di OSTER-project, senza dimenticare l'ultilizzo nei brani di Wowaka, Utsu-P, della band J-pop Supercell, del compositore CosMo, del progetto black metal Al-Kamar e di molti altri.
Come idol virtuale, Hatsune Miku si è esibita nel suo primo concerto live durante l'Animelo Summer Live presso la Saitama Super Arena il 22 agosto 2009. Miku si è esibita anche oltreoceano il 21 novembre 2009 durante l'Anime Festival Asia (AFA) a Singapore. Il 9 marzo 2010, Miku si è esibita presso Odaiba a Tokyo. Miku si è esibita negli Stati Uniti il 2 luglio 2011 presso il Nokia Theater di Los Angeles durante l'Anime Expo 2011. Il concerto segue lo stesso formato del precedente concerto 39's Giving Day.
Oltre alla musica pop, Hatsune Miku è stata usata due volte come una cantante lirica, nell'opera moderna The End di Keiichiro Shibuya (2013) e cortometraggio operatico Weebmalion (2018).
Nel 2021 viene caricato su YouTube l'album Nero a metà di Pino Daniele cantato interamente da Miku e rinominato per l'appunto Miku a metà, provocando polemiche tra i fan dell'artista napoletano.

## Attributi
Il personaggio viene rappresentato spesso con un porro in mano. Il suo simbolo è il porro a causa di un gioco di parole tra "NEGIES", il nome del firewall "difensivo" del sistema operativo, e "negi", che in giapponese significa cipollotto (ma che in inglese può essere anche interpretato come porro). Ha tatuato il codice 01 in rosso sulla spalla sinistra, in quanto primo Vocaloid2 della Crypton.